# Hrabstwo Lonoke

Piramida wieku hrabstwa

Hrabstwo Lonoke – hrabstwo w USA, w stanie Arkansas. Według danych z 2010 roku, hrabstwo zamieszkiwało 63856 osób. Hrabstwo należy do nielicznych hrabstw w Stanach Zjednoczonych należących do tzw. dry county, czyli hrabstw gdzie decyzją lokalnych władz obowiązuje całkowita prohibicja.

## Miejscowości
- Scott (CDP)
- Allport
- Austin
- Coy
- Cabot
- Carlisle
- England
- Humnoke
- Keo
- Lonoke
- Ward